# Philippe Gutton
Pour les articles homonymes, voir Gutton.
Philippe Gutton est un psychiatre, psychanalyste et universitaire français dont les travaux portent principalement sur l'adolescence. Professeur des universités, il est également le fondateur en 1983 de la revue Adolescence. Il est notamment connu pour son ouvrage intitulé Le pubertaire. Plus récemment, il s'intéresse aussi au vieillissement.

## Biographie
Philippe Gutton est médecin, docteur en psychologie et en lettres et sciences humaines.
Professeur honoraire, il a été en poste à l'université Paris-Diderot puis à l'université Aix-Marseille I.
En 1983, il fonde la revue Adolescence et en 2003, le Centre de pratiques familiales d’Aix-en-Provence qu’il dirige.
Ses travaux portent en premier lieu sur l'adolescence. Il est l'auteur de Le Pubertaire (1991), Adolescents (1996), Psychothérapie et adolescence (2000), Violence et adolescence (2002), Le Génie adolescent (2008).

## Le «pubertaire»
Avec la notion de « pubertaire », Philippe Gutton oppose le « renforcement pulsionnel issu de la puberté » à « l'adolescens, travail élaboratif concomitant ou retardé dont le but est la désexualisation des représentations incestueuses menant au choix d'objet adéquat ». D'après François Pommier, même si elle est « parfois difficile d’accès », la théorisation du processus adolescent qu'élabore Philippe Gutton est « fourmillante d’idées nouvelles » et contribue « à éclairer la psychopathologie grave de l’adolescence ».
Selon Jean-Jacques Rassial, qui cite Gutton, celui-ci produit « le concept de “puberté” qui est à la psyché ce que la puberté est au corps ». Tandis que Moses Laufer, en reprenant à Donald Winnicott le concept de breakdown, considère cet effondrement comme « une cassure développementale » dans l'image du corps au moment de certaines crises d'adolescence, du fait de la puberté, Philippe Gutton établit une distinction claire et chronologique — « plus contestable » aux yeux de Rassial — entre les « éprouvés qui remodèlent le but de la pulsion du phallique au génital [...] et le processus “adolescens” », ainsi qu'il l'appelle. Pour Gutton en effet, un tel processus « est une reconstruction des référents et des idéaux imposée par cette identité génitale ».
Alain Braconnier est d'avis que chez Philippe Gutton, le « pubertaire » renvoie « au puissant courant sensuel qui ne méconnaît plus ses buts » alors que l'« adolescens » renvoie « à la catégorie de l'idéal ».

## Publications

### Ouvrages
- Le pubertaire, (1991), Paris, PUF, coll. « Quadrige », 2013,  (ISBN 9782130608288).
- Adolescens, Paris, PUF, 1996,  (ISBN 2130475221)
- Psychothérapie et adolescence, Paris, PUF, 2000,  (ISBN 2130508324)
- Le génie adolescent, Paris, Odile Jacob, 2008,  (ISBN 273812061X)

#### Comme co-auteur
- Avec Jean-Paul Mialot, Jean-Edmond Toublanc, La puberté, Paris, PUF, coll. « Que sais-je ? », 1993,  (ISBN 978-2-13-045250-8)
- Avec Raymond Cahn, Philippe Robert et Serge Tisseron, L'ado et son psy, Paris, Éditions In Press, 2013,  (ISBN 978-2-84835-258-9)
- Avec Joëlle Bordet, participation de Serge Tisseron, Adolescence et idéal démocratique. Accueillir les jeunes des quartiers populaires, Paris, Éditions In Press, 2014,  (ISBN 978-2-84835-303-6)
- Avec Marie Rose Moro et Marie-Christine Aubray, Quand l'adolescent s'engage, Radicalité et construction de soi, Paris, Éditions In Press, 2017,  (ISBN 978-2-84835-431-6)
- Avec Marie de Hennezel, Et si vieillir libérait la tendresse, Paris, Éditions In Press, 2019,  (ISBN 978-2-84835-543-6)
- Avec Marie-Christine Aubray, L'Éphémère, l'art du château de sable, Paris, Éditions In Press, 2021,  (ISBN 978-2-84835-720-1)
- Avec Benoît Verdon, L’écoute clinique à l’épreuve du vieillissement, Paris, In Press, « Psychanalyse et vieillissement », 2024, p. 169-184, [lire en ligne]

### Contributions d'ouvrages, monographies, articles
- « Adolescence démasquée », Adolescence, 2006/3 (T. 24 n°3), p. 573-591, [lire en ligne]
- « Séduction et haine en adolescence », dans : Bernard Golse (dir.), Bébés-ados : crises et chuchotements, Toulouse, Érès, « Le Carnet psy », 2008, p. 101-110 [lire en ligne]
- « 3. L'illusion pubertaire », dans : Yves Morhain (dir), Actualités psychopathologiques de l'adolescence , Louvain-la-Neuve, De Boeck Supérieur, « Oxalis », 2009, p. 45-61, [lire en ligne]
- « Martyre protestant », Topique, 2010/4 (n° 113), p. 17-26, [lire en ligne]
- « Violence par et dans l'adolescence », dans : Joyce Aïn (dir.), Violences chaudes, violences froides, Toulouse, Érès, « Psychanalyse », 2012, p. 103-113, [lire en ligne]
- « L'autre humain adulte pour l'adolescence », Adolescence, 2013/4 (T. 31 n°4), p. 949-964, [lire en ligne]
- « Travail d’adolescence, travail du vieillir », dans : Marie-Françoise Fuchs (dir.), Comment l'esprit vient aux vieux. Penser et vivre un vieillissement durable, Toulouse, Érès, « L'âge et la vie - Prendre soin des personnes âgées et des autres », 2016, p. 23-42, [lire en ligne]
- « De la situation anthropologique et fondamentale du sujet âgé », Topique, 2022/3 (n° 156), p. 65-77, [lire en ligne]
- « L’humiliation et l’EHPAD », Topique, 2024/2 n° 161, p. 141-154. DOI : 10.3917/top.161.0141. [lire en ligne]